# San Diego Open 1984
Il San Diego Open 1984 è stato un torneo di tennis giocato sul cemento. 
È stata la 6ª edizione del torneo di San Diego, che fa parte Virginia Slims World Championship Series 1984.
Si è giocato a San Diego negli USA dal 17 al 23 settembre 1984.

## Campionesse

### Singolare
Debbie Spence ha battuto in finale  Betsy Nagelsen con il punteggio di 6–3, 6–7 (3–7), 6–4

### Doppio
Betsy Nagelsen /  Paula Smith hanno battuto in finale  Terry Holladay /  Iwona Kuczynska con il punteggio di 6–2, 6–4